# Zoelfia Tsjinsjanlo
Zoelfia Tsjinsjanlo (Kazachs: Зүлфия Чиншанло; Russisch: Зульфия Чиншанло; Chinees: 赵常宁) (Alma-Ata of Yongzhou, 25 juli 1993) is een Kazachs gewichthefster. Tijdens de Olympische Spelen behaalde ze op 29 juli 2012 een wereldrecord in het stoten door 131 kg op te heffen. Op diezelfde spelen won zij in de categorie -53 kg de gouden medaille. Bij hertesten in 2016 bleek dat ze deze resultaten behaald had met behulp van stanozolol en oxandrolone en moest ze haar gouden medaille inleveren.